# Melloina rickwesti
Melloina rickwesti is een spinnensoort uit de familie Paratropididae. De soort komt voor in Panama.